# Стодолки
Стодолки (укр. Стоділки) — село в Городокской городской общине Львовского района Львовской области Украины.
Население по переписи 2001 года составляло 263 человека. Занимает площадь 0,58 км². Почтовый индекс — 81553. Телефонный код — 3231.